# Сушаков, Анатолий Павлович
Анато́лий Па́влович Сушако́в (7 апреля 1941, Вершинята, Советский район, Марийская АССР, РСФСР, СССР) — советский государственный и хозяйственный деятель. Главный зоотехник ордена Ленина колхоза «Рассвет» с. Вятское Советского района Марийской АССР / Марий Эл (1969—2001). Заслуженный зоотехник Марийской АССР (1979). Депутат Верховного Совета СССР XI созыва (1984—1989).

## Биография
Родился 7 апреля 1941 года в с. Вершинята Советского района Марийской АССР в крестьянской семье.
В 1956 году окончил 7-летнюю школу в с. Вятское родного района.
В 1968 году окончил Донской сельскохозяйственный институт.
В 1969—2001 годах — главный зоотехник ордена Ленина колхоза «Рассвет» с. Вятское Советского района Марийской АССР / Марий Эл.
В 1984—1989 годах избирался депутатом Верховного Совета СССР XI созыва.
За достижения в области сельского хозяйства в 1979 году ему присвоено почётное звание «Заслуженный зоотехник Марийской АССР». Награждён орденами Октябрьской Революции, «Знак Почёта» и медалями, в том числе бронзовой медалью ВДНХ (трижды).
Вышел на пенсию, ныне проживает в с. Вятское Советского района Марий Эл. 

## Звания и награды
- Заслуженный зоотехник Марийской АССР (1979)[2]
- Орден Октябрьской Революции (1981)[2]
- Орден «Знак Почёта» (1976)[2]
- Бронзовая медаль ВДНХ (1975, 1979, 1985)[2]